# Samariñana
Samariñana (o Samareñana) es un barrio rural (barangay) del municipio filipino de primera categoría de Punta de Brook, ubicado en la provincia de Paragua, en Mimaropa (Región IV-B). Según el censo de 2020, tiene una población de 3.602 habitantes.

## Geografía
El municipio de Punta de Brook (Brooke's Point) se encuentra situado 215 kilómetros (134 millas) al sur de Puerto Princesa, en la parte continental de la isla de Paragua, concretamente en su costa occidental que da frente al mar de la China Meridional. Linda al norte con el municipio de Alfonso XIII (Quezón) situado en la costa occidental de la isla; al suroeste con el municipio de Bataraza en la costa oriental; al nordeste con el municipio de Sofronio Española también situado en la costa oriental; y al noroeste con el municipio Punta Baja (Rizal), en la costa oeste.

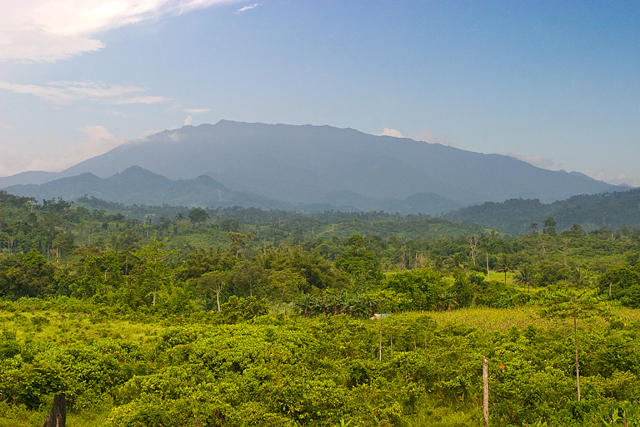
Monte Mantalingajan (2.085)

Este barrio se sitúa en el sur del municipio, en la costa este de la isla, sobre el mar de Joló, a los pies del monte Mantalingajan.
Linda al norte y al este con el monte Mantalingajan, límite de los barrios de Saraza (antes Taniongbobog), de Inogbong, del municipio vecino de Bataraza y de Ransang, en el municipio vecino de Punta Baja (Rizal); al sur con la costa; al este con el barrio de Saraza, y al oeste con el barrio de Salogón.

## Historia
Formaba parte de la provincia española de Calamianes, una de las 35 del archipiélago filipino, en la parte llamada de Visayas. Pertenecía a la audiencia territorial  y Capitanía General de Filipinas, y en lo espiritual a la diócesis de Cebú. En 1858 lfue dividida en tres provincias: Castilla; Asturias, en el sur, con Puerto Princesa como capital y con el territorio de los actuales municipios de Aborlan, Narra, Quezón, Sofronio Española, Punta de Broke, Rizal y Bataraza; y la pequeña isla de Balábac. Este barrio pasa a formar parte de la provincia de Asturias. En 1910 se segrega Aborlán.
En virtud de la Orden Ejecutiva número 232, suscrita por el entonces presidente Elpidio Quirino el 28 de junio de 1949, fue creado el municipio de Punta de Brooke. Los términos de los municipios de Bataraza, Sofronio Española y partes de los de Punta Baja (Rizal), creado el 14 de abril de 1983 con el nombre de Marcos, y Alfonso XIII (Quezón), creado en 1951, fueron segregados de su término.
El 1 de enero de 1964, a iniciativa del entonces congresista Gaudencio Abordo, se promulga la Ley de la República N.º 3425, escrito por la que se divide en dos el municipio de Punta de Brooke. La parte sur se denomina municipio de Bataraza, en honor del fallecido Datu Bataraza Narrazid.
El 9 de marzo de 2009 fue creado el barrio de Samariñana.